# 日托米爾國際機場
日托米爾國際機場（烏克蘭語：Міжнародний аеропорт «Житомир»）是位於乌克兰日托米爾州日托米爾的國際機場。

## 歷史
該機場於1939年開始營運 。可是，自從1990年就沒有任何飛機使用，所以於2011年被取消民用機場的註冊。4年後，政府再次頒布機場證書，並於2016年以一架薩博340而重新開放。該機場現時為烏克蘭航空 Yanair 的飛機隊提供維修服務。
2018年7月， Yanair 打算開放前往巴統國際機場的航線，但其後這航線從該航空的網站消失，而這航班最終也沒有成事。
2020年，烏克蘭國家航空服務局發現機場的准許證有些問題，隨後經過一些程序已解決。
2021年6月30日，烏克蘭內閣通過方案，在日托米爾國際機場設放邊界關卡來迎接國際旅客。隨後8月，首架國際航班在這機場降落，是從美國飛來的，並載著兩名烏克蘭公民。

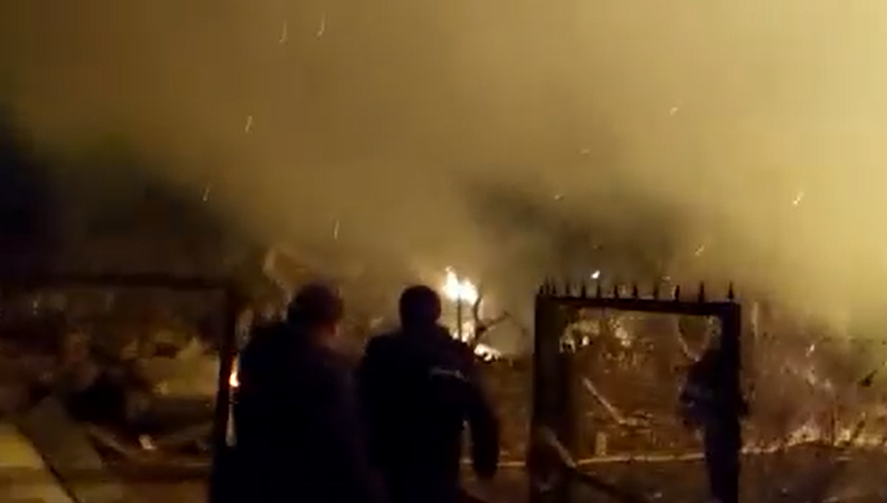
2022年2月27日，日托米爾機場襲擊

2022年2月27日，在俄羅斯入侵烏克蘭期間，該機場發生襲擊，被俄方從白俄羅斯發射的導彈擊中。

## 外部鏈接
- 日托米爾機場的事故歷史紀錄 （页面存档备份，存于）